# Протесты в Перу (2022)
Протесты в Перу — массовые демонстрации по всей территории Перу, начавшиеся 28 марта 2022 года, вызванные инфляцией (в том числе повышением цен на топливо) и экономической стагнацией в стране в связи с пандемией COVID-19 и реакцией Запада на вторжение России на Украину, а также неудавшейся попыткой импичмента президента страны Педро Кастильо. Протестанты требуют отставки президента и установления контроля цен.
Протесты привели к объявлению чрезвычайного положения в стране на месяц и введению комендантского часа в Лиме. Правительство пошло протестующим на уступки, увеличив минимальную заработную плату до 1025 солей ($275) в месяц и снизив налоги на топливо, но протесты продолжаются.
Сообщается о 9 жертвах и 11 раненых.

## Предпосылки

### Пандемия COVID-19
В результате экономической стагнации во время пандемии COVID-19 от 10 до 20 % перуанцев оказались за чертой бедности, что обратило вспять десятилетие сокращения бедности в стране и привело к тому, что уровень бедности составил 30,1 %. По данным Института экономики и развития бизнеса Торговой палаты Лимы, средний класс страны сократился почти вдвое — с 43,6 % в 2019 году до 24 % в 2020 году.

### Последствия вторжения России на Украину
После глобальных экономических потрясений, вызванных введёнными Западом санкциями против России в связи с вторжением на Украину, начавшимся в феврале 2022 года, инфляция в Перу резко возросла. К апрелю 2022 года уровень инфляции в Перу вырос до самого высокого уровня за 26 лет, что создало ещё бо́льшие трудности для недавно обедневшего населения.

### «Братство Писко»
Согласно Convoca, лидер Союза мультимодальных транспортных гильдий Перу Джовани Рафаэль Диес Вильегас встретился с президентом Кастильо в августе 2021 года от имени Национального общества промышленности. Из-за власти, которой Диес Вильегас обладает в Перу, El Comercio описал его как «аналогичного» министру транспорта и коммуникаций. В сентябре 2021 года лидеры Национального общества промышленности и Союза мультимодальных транспортных гильдий Перу, политические лидеры и другие руководители предприятий начали встречаться как «Братство Писко» и планировали различные действия, включая финансирование забастовок, чтобы дестабилизировать правительство Кастильо и добиться его смещения. В октябре 2021 года веб-сайт El Foco опубликовал записи, раскрывающие групповой чат в WhatsApp, в котором Бруно Алекки из Постоянного транспортного комитета перенаправлял сообщения от Джовани Рафаэля Диеса Вильегаса о транспортной забастовке, организованной 8 ноября 2021 года, и поделился идеями о поддержку, при этом в чате упоминается президент Национального общества промышленности и бывший вице-президент Рикардо Маркес Флорес. Планировщики также обсуждали предложения по оплате акций протеста и покупке средств массовой информации для поддержки их усилий по отстранению Кастильо от должности. Эль Фоко сообщил, что они обнаружили фухимориста по имени Ваня Таис, который создал медиа-операцию «Проект свободы», также был в контакте с группой после того, как они планировали финансировать ее проект. Дальнейшие утечки данных показали, что участники группового чата предупредили покинуть группу из-за мониторинга СМИ. Позже было опубликовано заявление о том, что личное мнение отдельных лиц в их организации не представляет её сущность в целом.

### Попытки импичмента президента страны
За время своего пребывания в должности президента Перу Педро Кастильо выбирал противоречивых людей для работы в правительстве и своём кабинете, отмечается, что некоторые чиновники были неквалифицированы для своих должностей, — в то время как другие были обвинены в коррупции.
Через четыре месяца после начала президентского срока Кастильо, бывшая претендентка на пост президента Кейко Фухимори объявила 19 ноября 2021 года, что её партия продвигает процедуру импичмента, утверждая, что Кастильо «морально непригоден для должности». Вскоре после этого газеты сообщили, что Кастильо встречался с людьми в бывшем штабе своей кампании в Бренья без публичных записей, что является потенциальным нарушением недавно созданного набора правил прозрачности. Аудиозаписи, якобы полученные в штабе и выпущенные América Televisión, подверглись критике и были отклонены как фальсифицированные. Кастильо ответил на угрозу импичмента, заявив: «Меня не беспокоит политический шум, потому что люди выбрали меня, а не мафию или коррупционеров». Импичмента не произошло: 76 членов Конгресса проголосовали против разбирательства, 46 — за и 4 воздержались, требование о 52 голосах «за» не было выполнено. Правящая партия «Свободное Перу» поддержало Кастильо в этом процессе и назвало голосование попыткой правого переворота. Кастильо ответил на голосование, заявив: «Братья и сёстры, давайте положим конец политическим кризисам и будем работать вместе, чтобы добиться справедливого и взаимопонимающего Перу».
В феврале 2022 года сообщалось, что фухимористы и политики, близкие к Кейко Фухимори, организовали встречу в отеле Casa Andina в Лиме при содействии немецкой либеральной группы «Фонд Фридриха Наумана», на которой присутствующие, в том числе президент Конгресса Марикармен Альва, обсуждали планы отстранить президента Кастильо от должности. Президент Конгресса Марикармен Альва уже поделилась своей готовностью стать президентом Перу, если Кастильо будет освобождён от должности, а утечка группового чата в Telegram Совета директоров Конгресса, который она возглавляет, раскрыл планы, скоординированные по свержению Кастильо. Вторая попытка импичмента, связанная с обвинениями в коррупции, была рассмотрена в марте 2022 года. Произошло это на фоне падения рейтинга одобрения Кастильо до 24 %. 28 марта 2022 года Кастильо предстал перед Конгрессом, назвав обвинения необоснованными и призвал законодателей «голосовать за демократию» и «против нестабильности», при этом 55 проголосовали за импичмент, 54 проголосовали против и 19 воздержались, не набрав 87 голосов, однако необхомых результатов достигнуто не было. В то же время лидер Союза мультимодальных партий Джовани Рафаэль Диес Вильегас, который, как ранее сообщалось, был связан с «Братством Писко» с целью отстранения Кастильо от должности, объявил о начале транспортной забастовки в Перу.

## События
Инфляция на товары первой необходимости наряду с ростом цен на удобрения и топливо в результате санкций Запада в отношении России вынудили сельских перуанцев протестовать против правительства. Поскольку Перу зависит от импорта нефтепродуктов больше, чем другие страны региона, санкции на Россию и последующее повышение цен оказали большее влияние. Постройки первых баррикад на улицах начались 28 марта, в день неудавшегося импичмента Кастильо. Союза мультимодальных транспортных гильдий Перу изложил требования, которые включали отмену ограничений на количество пассажиров в автобусах, помилование транспортных работников, обвинённых в преступлениях, и переговоры с транспортными бизнесменами, задолжавшими правительству тысячи солей. Сам лидер движения Джовани Рафаэль Диес Вильегас был должен Superintendencia Nacional de Administración Tributaria тысячи солей. Кастильо заявил 31 марта, что протесты были организованы «оплачиваемыми» и «злонамеренными» лидерами, хотя позже он извинился, заявив, что реальные демонстрации действительно есть.
1 апреля 2022 протестующие в Хунине начали беспорядки, грабя магазины, банкоматы и аптеки, при этом власти объявили, что 10 человек были арестованы во время беспорядков. Одновременно представители правительства ездили по стране для переговоров с Союзом и представителями транспорта, но в переговорах было отказано. Лидеры движения потребовали от администрации Кастильо снизить цены на топливо, хотя, по словам экономиста Хорхе Гонсалеса Искьердо, правительство уже учредило Фонд стабилизации цен на топливо, чтобы предотвратить рост цен на дизельное топливо. Правительство отменило новый налог на топливо, который увеличил цены примерно на 30 %, но заправочные станции отказались снижать цены. Представитель Союза, Диез Вильегас, 2 апреля объявил о всеобщей забастовке, которая состоится 4 апреля.
Сильные беспорядки в Уанкайо 3 апреля привели к гибели четырёх человек; двое погибли в результате дорожно-транспортных происшествий, один учитель умер из-за того, что ему помешали пройти лечение гемодиализом, ещё один утонул, спасаясь от уличных столкновений. Президент Кастильо отреагировал на беспорядки, объявив 3 апреля о повышении на 10 % национальной минимальной заработной платы и дальнейшем снижении налогов на топливо. Однако этот шаг не успокоил протесты. Кастильо также предложил отменить общий налог с продаж, хотя это должно было быть одобрено Конгрессом.
Всеобщая национальная забастовка, организованная Диесом Вильегасом, началась 4 апреля 2022 года, когда водители автобусов заблокировали дороги по всей стране, чтобы предотвратить движение транспорта, несмотря на соглашения, заключённые с правительством 3 апреля. Сообщалось об остановках транспорта в регионах Амасонас, Ика, Лима, Пьюра, Сан-Мартин и Укаяли. В департаменте Ика сообщалось о разграблении магазинов, протестующие сжигали пункты взимания платы за проезд на Панамериканском шоссе. В Лиме один человек погиб в машине скорой помощи, заблокированной протестующими, в Сан-Хуан-де-Луриганчо произошли столкновения протестующих с полицией. Национальная полиция отреагировала на перекрытие Центрального шоссе в районе Пачакамак, применив слезоточивый газ против 250 протестующих, также произошли столкновения между протестующими и полицией. Правительство отреагировало на беспорядки, развернув вооружённые силы, при этом 95 патрулей перуанской армии были отправлены в сильно пострадавшие регионы. Во время ночного объявления президент Кастильо объявил чрезвычайное положение и ввёл в Лиме полный комендантский час на весь день 5 апреля.
Вечером тысячи протестующих демонстративно сформировали марши, которые собрались на площади Сан-Мартин и попытались приблизиться к Дворцу законодательных органов, где президент Кастильо встречался с Конгрессом. Конгрессмен Норма Ярроу из крайне правой партии «Народное обновление» потребовала, чтобы офицеры разрешили протестующим собираться за пределами Законодательного дворца. Позже протестующие штурмовали офисы Верховного суда Перу и разграбили предметы, в том числе компьютеры, бытовую технику и канцелярские принадлежности, национальная полиция разогнала толпу слезоточивым газом после того, как они попытались поджечь здание. В Амбо в результате ожесточённых столкновений между протестующими и полицией один человек погиб.
Протесты продолжились 6 апреля: столкновения произошли по всему департаменту Ика, поступили сообщения об одном погибшем и одиннадцати раненых во время акции протеста на Панамериканском шоссе недалеко от района Салас. Двое других были убиты в районе Сан-Хуан-Баутиста. Во время ожесточённых беспорядков в Ика протестующие напали на репортёров и полицию, двое полицейских были похищены. Диес Вильегас заявил, что в течение двух предыдущих дней протестов «ни один общественный транспорт, туристические службы, такси и даже мототакси не предоставляли свои услуги» и что 140 000 работников транспорта приняли участие в забастовке, целью которой было парализовать Лиму. Диес Вильегас сказал, что такие меры были приняты против Кастильо после того, как он выдвинул обвинения организаторам протестов. В Лиме, сторонники Кастильо собрались на площади Сан-Мартин в знак протеста против Конгресса.
Президент Кастильо отправился в Уанкайо 7 апреля для участия в заседании Децентрализованного Совета министров в Колизее Ванка, для обеспечения безопасности в этом районе было развёрнуто 3000 полицейских. На встрече Кастильо заявил: «В Перу свобода протеста и демонстраций должна быть фактом, и лидер никогда не должен подвергаться преследованиям». Присутствующие представители сельскохозяйственных и транспортных групп обсудили с Кастильо проблемы, а также признали обструкцию, которую Конгресс устроил президенту, с одним лидером и бывший мэр района Аколла Хайме Эстебан Акино, заявив: «Если они не поймут, люди также будут бороться против этих конгрессменов. […] Исполнительная власть уже выслушала наши требования. […] Если президент и министры уйдут в отставку, уйдут все». Премьер-министр Анибаль Торрес поделился на встрече рассказом об улучшении инфраструктуры, которое может произойти в Перу.
9 апреля Кастильо представил предложение о внесении поправок в статью 61 Конституции Перу, поделившись планами о том, что это запретит «монополии, олигополии, накопительство, спекуляцию или ценовые соглашения, а также злоупотребление доминирующим положением на рынке» в целях создания социальной рыночной экономики.

## Реакция

### Внутренняя
По словам генерального директора Национального совета по транспорту Мартина Охеды, действия работников транспорта, блокирующих дороги, были незаконными и похожи на вымогательство, при этом Охеда заявил, что правительство должно применить к подобным протестантам статью 200 Уголовного кодекса. Охеда объяснил, что транспортные группы действительно имеют право на забастовку, но блокирование маршрутов по всей стране является уголовным преступлением.
Оппозиционные политики и правозащитные организации раскритиковали комендантский час, введённый правительством 5 апреля. Вероника Мендоса, лидер левой партии «Вместе за Перу», раскритиковала комендантский час, заявив, что «Правительство не только предало обещания перемен, ради которых его выбрал народ, но и теперь повторяет правый метод „разрешения конфликтов“: игнорирование тех, кто мобилизуется, выражая своё недовольство экономической и политической ситуацией, репрессии, криминализация и ограничение прав». Бывший президент Перу Мартин Вискарра призвал Кастильо уйти в отставку. Правительство Кастильо заявило, что комендантский час был оправдан из-за сообщений разведки о планируемом насилии.
С другой стороны, Владимир Серрон, союзник правительства во фракции «Перу Либре», ответил Мендосе: «Вы предали [их], когда присоединились к „Перу Либре“, с вашими личными и групповыми амбициями, с вашим приходом к власти в кабинете, помешав реализации программы партии. внедрённый, промывающий мозги президенту, выполняющий свою роль агента правых».

### Международная
Сообщество стран Латинской Америки и Карибского бассейна опубликовало заявление, в котором выразило «озабоченность и сожаление» в связи с протестами и смертями и призвало уважать «демократический порядок».
Межамериканская комиссия по правам человека осудила «ограничение основных прав и акты насилия» в Перу. В заявлении далее говорилось, что чрезвычайное положение, введённое правительством, было «неадекватным и опасным», и повторялось, что социальные протесты «являются неотъемлемым правом для существования и консолидации демократических обществ».
Президент Боливии Луис Арсе заявил, что правые в Перу «хотят вымогать то, что они не получили на выборах», и о том, что «нужно уважать итоги голосования».